# Gianfranco Zola
Gianfranco Zola (Oliena, 5 juli 1966) is een Italiaans voetbaltrainer en voormalig voetballer.

## Clubcarrière
Zola's carrière begon in 1984 bij Nuorese op Sardinië, waar hij geboren is. Vijf jaar later tekende hij voor Napoli. Hij was hier de vaste stand-in voor Diego Maradona. In Zola's eerste seizoen won Napoli de scudetto en in 1990 ook de Supercoppa Italiana. Zola debuteerde in dit jaar eveneens in het Italiaanse nationale team. In 1993 tekende Zola (in Sardinië ook wel de Tasmanian Devil genoemd) voor Parma. Bij deze club bevestigde Zola definitief zijn naam als spelmaker. Met Parma won Zola zowel de UEFA Cup als de Europese Supercup.
Vanaf 1996 speelde Zola voor het Engelse Chelsea, waar hij direct de FA Cup won. In 1998 won hij met Chelsea de Football League Cup, de Europacup II en de UEFA Super Cup. In 2000 won Zola nogmaals de FA Cup.
In de zomer van 2003 verliet Zola Chelsea tijdens de geruchten van een overname. Hij tekende bij Cagliari, dat toen in de Serie B uitkwam. Een week later werd Chelsea inderdaad gekocht door de Russische miljardair Roman Abramovitsj. Abramovitsj trachtte nog om Zola op andere gedachten te brengen en overwoog zelfs de club Cagliari over te kopen om dit mogelijk te maken. Zowel Cagliari als Zola weigerden echter. Zola leidde Cagliari in zijn eerste seizoen direct naar de Serie A. Hij tekende bij voor een seizoen en sloot zijn carrière in juni 2005 in stijl af met twee treffers in zijn laatste wedstrijd (tegen Juventus).

## Clubstatistieken
| seizoen | club                | competitie     | duels | goals |
| ------- | ------------------- | -------------- | ----- | ----- |
| 1984/85 | FC Nuorese Calcio   | Serie C2       | 4     | 0     |
| 1985/86 | FC Nuorese Calcio   | Serie C2       | 27    | 10    |
| 1986/87 | Sassari Torres 1903 | Serie C1       | 30    | 8     |
| 1987/88 | Sassari Torres 1903 | Serie C1       | 24    | 2     |
| 1988/89 | Sassari Torres 1903 | Serie C1       | 34    | 11    |
| 1989/90 | SSC Napoli          | Serie A        | 18    | 2     |
| 1990/91 | SSC Napoli          | Serie A        | 20    | 6     |
| 1991/92 | SSC Napoli          | Serie A        | 34    | 12    |
| 1992/93 | SSC Napoli          | Serie A        | 33    | 12    |
| 1993/94 | Parma FC            | Serie A        | 33    | 18    |
| 1994/95 | Parma FC            | Serie A        | 32    | 19    |
| 1995/96 | Parma FC            | Serie A        | 29    | 10    |
| 1996/97 | Parma FC            | Serie A        | 8     | 2     |
|         | Chelsea FC          | Premier League | 23    | 8     |
| 1997/98 | Chelsea FC          | Premier League | 27    | 8     |
| 1998/99 | Chelsea FC          | Premier League | 37    | 13    |
| 1999/00 | Chelsea FC          | Premier League | 33    | 8     |
| 2000/01 | Chelsea FC          | Premier League | 37    | 9     |
| 2001/02 | Chelsea FC          | Premier League | 34    | 3     |
| 2002/03 | Chelsea FC          | Premier League | 38    | 14    |
| 2003/04 | Cagliari Calcio     | Serie B        | 43    | 13    |
| 2004/05 | Cagliari Calcio     | Serie A        | 31    | 9     |
| Totaal  | Totaal              | Totaal         | 629   | 197   |

## Interlandcarrière
Zola speelde 35 wedstrijden voor het Italiaanse elftal. Hierin scoorde hij negen keer, waaronder drie keer in de EK-kwalificatiewedstrijd tegen Litouwen (4-0) in Reggio Emilia. Hij speelde voor zijn vaderland op het WK 1994 en het EK 1996. Het WK 1994 verliep voor Zola dramatisch. In de achtste finale tegen Nigeria toonde de Mexicaanse scheidsrechter Arturo Brizio Carter hem de rode kaart. De kleine spelmaker zou tijdens het toernooi niet meer in actie komen voor Italië, dat wel tot de finale kwam en daarin na strafschoppen verloor van Brazilië.
| Interlands van Gianfranco Zola voor Italië | Interlands van Gianfranco Zola voor Italië | Interlands van Gianfranco Zola voor Italië | Interlands van Gianfranco Zola voor Italië | Interlands van Gianfranco Zola voor Italië | Interlands van Gianfranco Zola voor Italië |
| №                                          | Datum                                      | Wedstrijd                                  | Uitslag                                    | Competitie                                 | Goals                                      |
| Als speler van SSC Napoli                  | Als speler van SSC Napoli                  | Als speler van SSC Napoli                  | Als speler van SSC Napoli                  | Als speler van SSC Napoli                  | Als speler van SSC Napoli                  |
| ------------------------------------------ | ------------------------------------------ | ------------------------------------------ | ------------------------------------------ | ------------------------------------------ | ------------------------------------------ |
| 1                                          | 13.11.1991                                 | Italië – Noorwegen                         | 1 – 1                                      | EK-kwalificatie                            | 0                                          |
| 2                                          | 21.12.1991                                 | Italië – Cyprus                            | 2 – 0                                      | EK-kwalificatie                            | 0                                          |
| 3                                          | 19.02.1992                                 | Italië – San Marino                        | 4 – 0                                      | Vriendschappelijk                          | 0                                          |
| Als speler van AC Parma                    |                                            |                                            |                                            |                                            |                                            |
| 4                                          | 13.10.1993                                 | Italië – Schotland                         | 3 – 1                                      | WK-kwalificatie                            | 0                                          |
| 5                                          | 23.03.1994                                 | Duitsland – Italië                         | 2 – 1                                      | Vriendschappelijk                          | 0                                          |
| 6                                          | 27.05.1994                                 | Italië – Finland                           | 2 – 0                                      | Vriendschappelijk                          | 0                                          |
| 7                                          | 05.07.1994                                 | Italië – Nigeria                           | 2 – 1                                      | WK-eindronde                               | 0                                          |
| 8                                          | 07.09.1994                                 | Slovenië – Italië                          | 1 – 1                                      | EK-kwalificatie                            | 0                                          |
| 9                                          | 08.10.1994                                 | Estland – Italië                           | 0 – 2                                      | EK-kwalificatie                            | 0                                          |
| 10                                         | 21.12.1994                                 | Italië – Turkije                           | 3 – 1                                      | Vriendschappelijk                          | 0                                          |
| 11                                         | 25.03.1995                                 | Italië – Estland                           | 4 – 1                                      | EK-kwalificatie                            | Goal · Goal                                |
| 12                                         | 29.03.1995                                 | Oekraïne – Italië                          | 0 – 2                                      | EK-kwalificatie                            | Goal                                       |
| 13                                         | 26.04.1995                                 | Litouwen – Italië                          | 0 – 1                                      | EK-kwalificatie                            | Goal                                       |
| 14                                         | 21.06.1995                                 | Duitsland – Italië                         | 2 – 0                                      | Vriendschappelijk                          | 0                                          |
| 15                                         | 06.09.1995                                 | Italië – Slovenië                          | 1 – 0                                      | EK-kwalificatie                            | 0                                          |
| 16                                         | 08.10.1995                                 | Kroatië – Italië                           | 1 – 1                                      | EK-kwalificatie                            | 0                                          |
| 17                                         | 11.11.1995                                 | Italië – Oekraïne                          | 3 – 1                                      | EK-kwalificatie                            | 0                                          |
| 18                                         | 15.11.1995                                 | Italië – Litouwen                          | 4 – 0                                      | EK-kwalificatie                            | Goal · Goal · Goal                         |
| 19                                         | 24.01.1996                                 | Italië – Wales                             | 3 – 0                                      | Vriendschappelijk                          | 0                                          |
| 20                                         | 29.05.1996                                 | Italië – België                            | 2 – 2                                      | Vriendschappelijk                          | 0                                          |
| 21                                         | 11.06.1996                                 | Italië – Rusland                           | 2 – 1                                      | EK-eindronde                               | 0                                          |
| 22                                         | 14.06.1996                                 | Tsjechië – Italië                          | 2 – 1                                      | EK-eindronde                               | 0                                          |
| 23                                         | 19.06.1996                                 | Duitsland – Italië                         | 0 – 0                                      | EK-eindronde                               | 0                                          |
| 24                                         | 05.10.1996                                 | Moldavië – Italië                          | 1 – 3                                      | WK-kwalificatie                            | 0                                          |
| 25                                         | 09.10.1996                                 | Italië – Georgië                           | 1 – 0                                      | WK-kwalificatie                            | 0                                          |
| 26                                         | 06.11.1996                                 | Bosnië en Her. – Italië                    | 2 – 1                                      | Vriendschappelijk                          | 0                                          |
| Als speler van Chelsea                     |                                            |                                            |                                            |                                            |                                            |
| 27                                         | 22.01.1997                                 | Italië – Noord-Ierland                     | 2 – 0                                      | Vriendschappelijk                          | Goal                                       |
| 28                                         | 12.02.1997                                 | Engeland – Italië                          | 0 – 1                                      | WK-kwalificatie                            | Goal                                       |
| 29                                         | 29.03.1997                                 | Italië – Moldavië                          | 3 – 0                                      | WK-kwalificatie                            | Goal                                       |
| 30                                         | 02.04.1997                                 | Polen – Italië                             | 0 – 0                                      | WK-kwalificatie                            | 0                                          |
| 31                                         | 30.04.1997                                 | Italië – Polen                             | 3 – 0                                      | WK-kwalificatie                            | 0                                          |
| 32                                         | 04.06.1997                                 | Engeland – Italië                          | 2 – 0                                      | Vriendschappelijk                          | 0                                          |
| 33                                         | 11.06.1997                                 | Frankrijk – Italië                         | 2 – 2                                      | Vriendschappelijk                          | 0                                          |
| 34                                         | 10.09.1997                                 | Georgië – Italië                           | 0 – 0                                      | WK-kwalificatie                            | 0                                          |
| 35                                         | 11.10.1997                                 | Italië – Engeland                          | 0 – 0                                      | WK-kwalificatie                            | 0                                          |

## Trainerscarrière
Zola was actief als voetbalcommentator in Italië en hij was bij Jong Italië de assistent van bondscoach Pierluigi Casiraghi. Tussen september 2008 en 2010 was hij trainer van West Ham United, waarmee hij de eerste buitenlandse trainer ooit werd in de geschiedenis van deze club uit Londen. Zola liet zijn zeventienjarige zoon Andrea in juli 2009 debuteren in het eerste van West Ham United in een oefenwedstrijd tegen Thurrock. Na afloop van het seizoen 2009/10 maakte West Ham bekend dat het contract van Zola met onmiddellijke ingang was beëindigd. Hij werd opgevolgd door de Israëliër Avram Grant.
Vanaf juli 2012 was Zola trainer van Watford. Op 24 december 2014 volgde zijn aanstelling als trainer van Cagliari, waar hij de ontslagen Zdenek Zeman opvolgde. Die moest het veld ruimen bij de club uit Sardinië na tegenvallende resultaten. In maart 2015 kreeg ook Zola zijn ontslag. Onder zijn leiding leed de ploeg zes nederlagen. Daar stonden twee gelijke spelen en twee overwinningen tegenover. Cagliari stond op dat moment achttiende in de Serie A. Zijn voorganger Zeman volgde hem op.

## Erelijst
Als speler
 Torres
- Serie C2: 1986/87

 Napoli
- Serie A: 1989/90

 Parma
- UEFA Cup: 1994/95
- Europese Supercup: 1993

 Chelsea
- FA Cup: 1996/97, 1999/2000
- Football League Cup: 1997/98
- FA Charity Shield: 2000
- Europacup II: 1997/98
- UEFA Super Cup: 1998

Als assistent-trainer
 Chelsea
- UEFA Europa League: 2018/19

1 Pagliuca ·
2 Apolloni ·
3 Benarrivo ·
4 Costacurta ·
5 Maldini ·
6 Baresi  ·
7 Minotti ·
8 Mussi ·
9 Tassotti ·
10 R. Baggio ·
11 Albertini ·
12 Marchegiani ·
13 D. Baggio ·
14 Berti ·
15 Conte ·
16 Donadoni ·
17 Evani ·
18 Casiraghi ·
19 Massaro ·
20 Signori ·
21 Zola ·
22 Bucci ·
Coach: Sacchi
1 Peruzzi ·
2 Apolloni ·
3 Maldini  ·
4 Carboni ·
5 Costacurta ·
6 Nesta ·
7 Donadoni ·
8 Mussi ·
9 Torricelli ·
10 Albertini ·
11 Baggio ·
12 Toldo ·
13 Rossitto ·
14 Del Piero ·
15 Di Livio ·
16 Di Matteo ·
17 Fuser ·
18 Casiraghi ·
19 Chiesa ·
20 Ravanelli ·
21 Zola ·
22 Bucci ·
Coach: Sacchi